# James Russo
James Vincent Russo (ur. 23 kwietnia 1953 w Nowym Jorku) – amerykański aktor, producent, scenarzysta filmowy i telewizyjny pochodzenia włoskiego ze strony ojca i niemieckiego ze strony matki, specjalizujący się w rolach gangsterów i psychopatów.

## Życiorys
Urodził się w Nowym Jorku. Dorastał wraz z dwoma starszymi braćmi – Danielem i Thomasem. Po ukończeniu nowojorskiej szkoły średniej High School of Art and Design i Uniwersytetu Nowojorskiego, pisał scenariusze i wziął udział w nagrodzonym filmie krótkometrażowym The Candy Store. Pracował jako taksówkarz i grabarz.
W 1975 wystąpił w sztuce Welcome to Andromeda. Za rolę Raula w przedstawieniu Skrajności (Extremities) z Susan Sarandon na scenie Off-Broadwayu (1982–1983) otrzymał Theatre World Award (1983). Grał też na deskach Westside Arts Center w Cheryl Crawford Theatre w Deathwatch i Marat/Sade.
Karierę filmową zaczął od występu w dramacie NBC Chicagowska opowieść (Chicago Story, 1981). Po epizodycznej roli w muzycznym dramacie kryminalnym Francisa Forda Coppoli Cotton Club (1984) i dramacie kryminalnym Sergio Leone Dawno temu w Ameryce (1984), w komedii kryminalnej Gliniarz z Beverly Hills (1984) zagrał Mikeya Tandino, przyjaciela Axela Foleya (Eddie Murphy). Zebrał dobre recenzje za kreację brutalnego gwałciciela w dramacie Skrajności (1986) z Farrah Fawcett.
Trzykrotnie spotkał się na planie filmowym z Seanem Pennem; w komediodramacie Beztroskie lata w Ridgemont High (Fast Times at Ridgemont High, 1982), komedii kryminalnej Neila Jordana Nie jesteśmy aniołami (1989) i dramacie kryminalnym Phila Joanou Stan łaski (1990). W thrillerze Pocałunek przed śmiercią (1991) zagrał prywatnego detektywa, który bada sprawę morderstwa bliźniaczej siostry głównej bohaterki (Sean Young).
W 1995 roku poślubił Bettinę. Mają dwóch synów: Dominica i Nicholasa.

## Filmografia

### Filmy kinowe
- 2014: Siostry (Perfect Sisters) jako Steve Bowman
- 2012: Django jako Dicky Speck
- 2009: Tribes of October jako Deckard
- 2009: One In The Gun jako Jimmy
- 2009: Good God Bad Dog jako Peter Elias
- 2009: Dreams and Shadows jako John Brunette
- 2009: Charlie Valentine jako Rocco
- 2009: Break jako ojciec
- 2009: Wrogowie publiczni jako Walter Dietrich
- 2009: Break jako ojciec
- 2008: Little Red Devil jako pan Trundell
- 2008: Shoot First and Pray You Live (Because Luck Has Nothing to Do with It) jako McGurk
- 2008: Deadwater jako komandor Combs
- 2008: Stiletto jako Engelhart
- 2008: Kings of the Evening jako Ramsey
- 2008: Born of Earth
- 2008: Dark World jako Charlie
- 2008: Taken by Force jako kapitan Walker
- 2008: Love Sick Diaries jako Lorenzo De’mon
- 2007: Blue Lake Massacre jako szeryf Jack
- 2007: Machine jako Butch
- 2007: On the Doll jako Janitor
- 2007: The Hit jako pan Santucci
- 2007: Chill jako detektyw Defazio
- 2006: Blackwater Valley Exorcism jako Bishop
- 2006: Cut Off jako Gonzo
- 2006: Shut Up and Shoot! jako David Sanchez
- 2006: All in jako dr Pennington
- 2006: Satanic jako Eddie
- 2005: Come as You Are jako Benny
- 2005: One Among Us jako Ryan Brannigan
- 2005: Walki uliczne (Confessions of a Pit Fighter) jako Sharkey
- 2004: Fallacy
- 2004: Firecracker jako David
- 2004: Wojna snajperów (Target) jako Donovan
- 2003: Paris jako Leon King
- 2003: Dobra noc na śmierć (A Good Night to Die) jako Roy
- 2003: Pechowa skrzynka (The Box) jako Leon King
- 2003: Bezprawie jako szeryf Poole
- 2003: Porwanie Sinatry (Stealing Sinatra) jako Frank Sinatra, Sr.
- 2002: Shattered Lies jako Sam
- 2002: My Daughter’s Tears jako pan Quinn
- 2002: Zabójcze sąsiedztwo (The House Next Door) jako Carl Schmidt
- 2002: Redemption jako kapitan Grill
- 2001: Podwójne oszustwo (Double Deception) jako Snake
- 2000: Misja do wnętrza Ziemi (Deep Core) jako Darryl Simmons
- 2000: Papierowe pociski (Paper Bullets) jako John Rourke
- 2000: Bandzior (Bad Guys) jako John Tykor
- 1999: Fala uderzeniowa (Sonic Impact) jako Nick Halton
- 1999: Nieustraszony (The Unscarred) jako Otis Campbell
- 1999: Jimmy Zip jako Otis Campbell
- 1999: Brylanty (Diamonds) jako Damian
- 1999: Gorzka wolność (BitterSweet) jako Joe Massa
- 1999: Dziewiąte wrota jako Bernie
- 1999: Objazd (Detour) jako Ziggy Rotella
- 1998: Heist jako Nick the Stick
- 1998: Szarada śmierci (Charades) jako Max Targenville
- 1998: Sprawa załatwiona (Fait Accompli) jako Luc
- 1998: Butter jako Juke Box Danny
- 1998: Złodziejska zemsta (Detour) jako Ziggy Rotella
- 1997: Livers Ain’t Cheap jako Rupert Little
- 1997: Pod przysięgą (Under Oath) jako Warren Erickson
- 1997: Donnie Brasco jako John Cersani
- 1997: Wyrok jako Gino Carlucci
- 1997: Wysłannik Przyszłości (The Postman) jako Idaho
- 1997: Dziewczyna gangstera (The Girl Gets Moe) jako Brannagin
- 1996: American Strays jako Eddie
- 1996: Bez powrotu (No Way Home) jako Tommy
- 1996: Small Time jako Jerry
- 1995: Stan Gotowości (Condition Red) jako Dan Cappelli
- 1995: Ekspert (The Set Up) jako Kliff
- 1995: Czarne Pantery (Panther) jako Rodgers
- 1994: Wystrzałowe dziewczyny jako Kid Jarrett
- 1993: Pogromca zła (Da Vinci’s War) jako Mintz
- 1993: Uraz jako kapitan Travis
- 1992: Plan zbrodni (Illicit Behavior) jako Bill Tanner
- 1991: Zimne niebiosa (Cold Heaven) jako Daniel Corvin
- 1991: Moje własne Idaho jako Richard Waters
- 1991: Pocałunek przed śmiercią jako Dan Corelli
- 1990: Stan łaski jako DeMarco
- 1989: Nie jesteśmy aniołami jako Bobby
- 1989: Winnica (The Vineyard) jako Teddy
- 1989: La Cintura jako Vittorio
- 1988: Autostrada (Freeway) jako Frank Quinn
- 1988: Blue Iguana (The Blue Iguana) jako Reno
- 1987: Chinka (China Girl) jako Alby
- 1986: Skrajności jako Joe
- 1984: Cotton Club jako Vince Hood
- 1984: Gliniarz z Beverly Hills jako Mikey Tandino
- 1984: Dawno temu w Ameryce jako Bugsy
- 1983: Odsłona (Exposed) jako Nick
- 1982: Vortex jako Anthony Demmer
- 1982: Beztroskie lata w Ridgemont High (Fast Times at Ridgemont High) jako złodziej w sklepie
- 1982: Obcy obserwuje (A Stranger Is Watching) jako Ronald Thompson

### Filmy telewizyjne
- 2006: Przerwany szlak (Broken Trail) jako kapitan Billy Fender
- 2005: Hate
- 2000: Hidden War jako Matt Forman
- 1998: Sekretne życie mojego męża (My Husband’s Secret Life) jako Sal Bianculli
- 1995: Sekretarka (The Secretary) jako Ted Burke
- 1993: Podwójne uwiedzenie (Double Deception) jako Jon Kane
- 1993: Siła nadziei (Desperate Rescue: The Cathy Mahone Story) jako Don Feeney
- 1993: Niebezpieczna Gra (Dangerous Game) jako Francis Burns
- 1992: W cieniu mordercy (In the Shadow of a Killer) jako Charlie Van
- 1992: Intymny nieznajomy (Intimate Stranger) jako Nick Ciccini
- 1981: Chicagowska opowieść (Chicago Story)

### Seriale telewizyjne
- 2008: CSI: Kryminalne zagadki Miami jako Joey Salucci
- 2006: Las Vegas jako Warren Pemberton
- 2006: CSI: Kryminalne zagadki Miami jako Joey Salucci
- 2005: Joan z Arkadii (Joan of Arcadia) jako James Karon
- 2004: Bez śladu jako Michael Krauss
- 2004: CSI: Kryminalne zagadki Las Vegas jako Sinclair
- 2000: Falcone jako Victor Mura
- 1997: C-16: FBI jako Frank Saretti
- 1991: Ogień Gabriela (Gabriel’s Fire) jako Charles Crowley
- 1988: Friday the 13th jako Janos Korda
- 1987: Crime Story jako Nat Martino
- 1987: Un Siciliano in Sicilia jako Giuseppe
- 1985: Policjanci z Miami jako Sacco
- 1985: Equalizer (The Equalizer) jako detektyw